# Tikéra
Ne doit pas être confondu avec Tikaré.
Tikéra est une commune rurale située dans le département de Loropéni de la province du Poni dans la région Sud-Ouest au Burkina Faso.

## Santé et éducation
Le centre de soins le plus proche de Tikéra est le centre de santé et de promotion sociale (CSPS) de Loropéni tandis que le centre médical se trouve à Kampti et que le centre hospitalier régional (CHR) de la province est à Gaoua. En 2008, une campagne de dépistage de la maladie du sommeil a été conduite dans le village par l'Institut de recherche pour le developpement, en raison du retour de rapatriés en provenance de zones endémiques de trypanosomiases humaines (THA) en Côte d'Ivoire (notamment de région de Daloa où persistent des foyers de glossines).